# Ovalau
 (avril 2023).
Si vous disposez d'ouvrages ou d'articles de référence ou si vous connaissez des sites web de qualité traitant du thème abordé ici, merci de compléter l'article en donnant les références utiles à sa vérifiabilité et en les liant à la section « Notes et références ».
Ovalau est l'île principale de l'archipel Lomaiviti aux Fidji. D'une superficie d'environ 100 km2, l'île est d'une forme ovale de 13 kilomètres du Nord au Sud sur 10 d'Est en Ouest. Son point le plus élevé est le pic Nadelaiovalau, d'une altitude de 625 mètres. L'île est traversée d'une rivière la Lovoni qui prend sa source dans un ancien cratère volcanique situé au centre de l'île, à l'intérieur duquel se trouve également le village éponyme de Lovoni, seul village de l'île qui ne soit pas littoral. Le centre administratif de l'île est Levuka qui fut un temps la capitale des Fidji. Les autres villages de l'île en partant de Levuka et dans le sens des aiguilles d'une montre sont Draiba, Toko, Nacokobo, Rukuruku, Taviya, Vatukalo, Vuma. L'île est aujourd'hui peuplée d'environ 7000 personnes. 
Ovalau tente de nos jours de développer le tourisme, étant reliée à Viti Levu par un ferry quotidien et des vols réguliers depuis l'aéroport de Suva, avec en outre la piste d'aviation de Levuka.

## Histoire de l'île

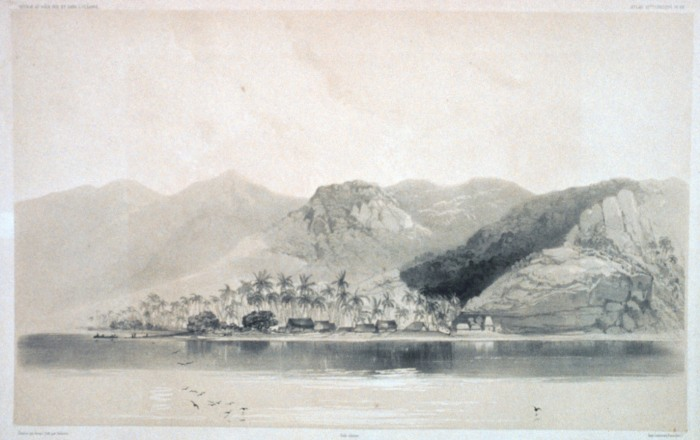
Village de Levuka en 1838, expédition de Dumont d'Urville

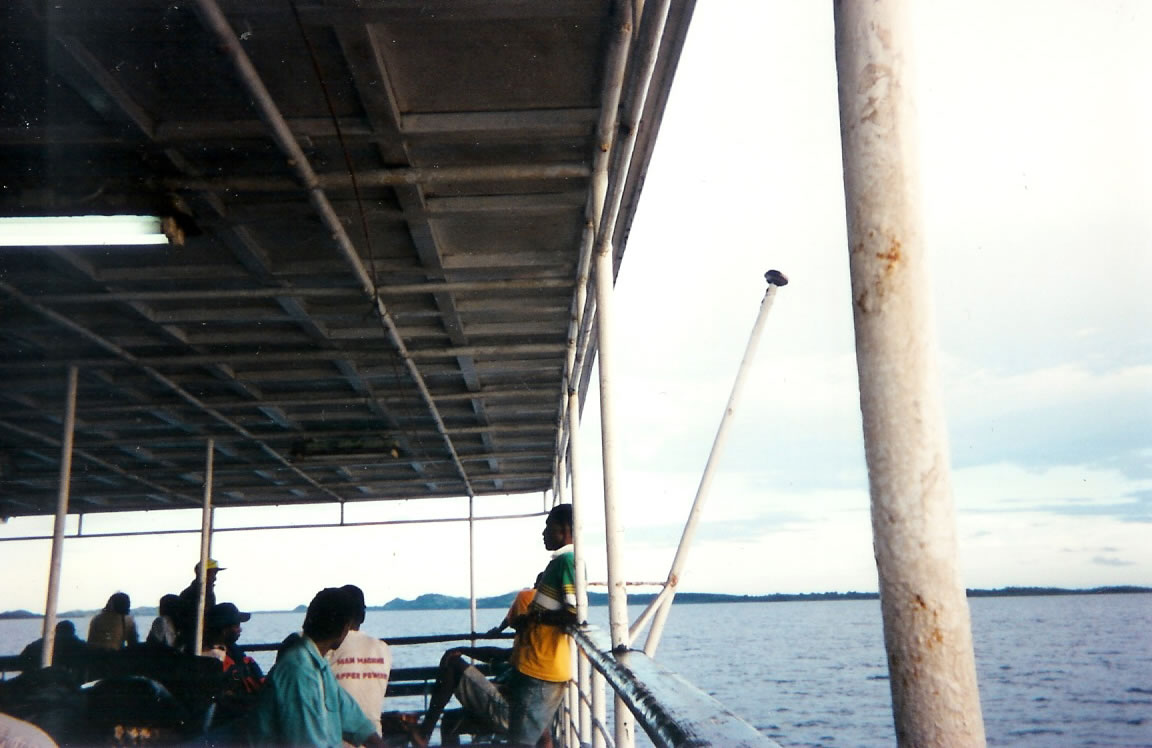
Ferry reliant Viti Levu à Ovalau (2nd plan)

L'histoire d'Ovalau est surtout connue au travers de celle de Levuka qui est souvent considérée comme étant la capitale historique de l'archipel fidjien. L'île fut pour la première fois signalée par le capitaine William Bligh en mai 1789, moins d'une semaine après la mutinerie des marins de la Bounty. Il y repassa en 1792 à bord du HMS Providence pour en terminer la cartographie.

Dans les années 1820, baleiniers et "beachcombers", venus exploiter le concombre de mer, fondèrent le village de Levuka dont ils firent leur port d'attache pour l'ensemble de l'archipel. Nombre de ces Palagi ("blancs") épousèrent des Fidjiennes, faisant de Levuka une micro-société créole. Parmi ces Européens, un marin déserteur originaire du Connecticut, un certain David Whippy, devint dans les années 1830 le leader de cette petite communauté. Ce fut lui qui servit d'interprète à Charles Wilkes auprès des autorités coutumières en 1840. Dumont d'Urville (appelé sur place Taufili) et son second Jacquinot (Yakino) firent aussi escale dans l'île en octobre 1838. Ils firent de Levuka la description suivante : "de l'aiguade au village, il n'y a qu'un pas, une huitaine de cases le composent. Ces habitations sont petites mais bien construites. Elles occupent un espace assez resserré, clos par un mur en pierre sèche, ce qui donne au village une apparence de place forte. Les habitants paraissent doux et paisibles mais un peu importuns. Une poignée de blancs qui vivent parmi eux paraît leur faire la loi. Ils ne sont qu'une dizaine et ils ont pour eux seuls une quarantaine de femmes au milieu desquelles ils vivent dans l'oisiveté la plus honteuse.(…) Cunningham (un de ces beachcombers) m'apprend que parmi les objets que l'on peut offrir aux naturels de Lebouka comme échange, ce sont des dents de cachalots qui sont surtout recherchées par ces sauvages. Il m'annonce même que pour se procurer ces précieux objets, aussitôt notre arrivée, les naturels ont imposé le tabou sur les cochons, c'est-à-dire qu'il ne sera pas possible de nous en procurer si nous n'avons à leur offrir des dents de cachalots, qui sont le but de leur convoitise",

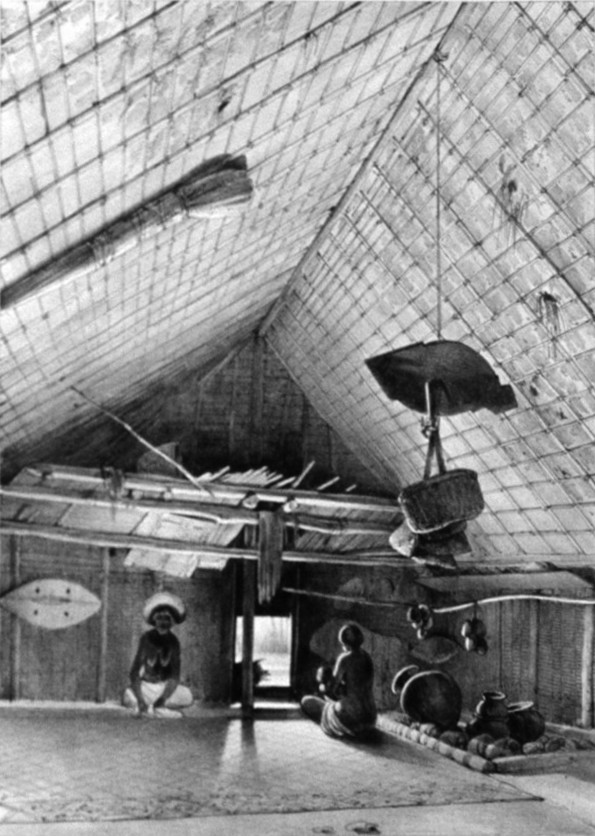
Intérieur d'une case du village de Levuka en 1838, expédition de Dumont d'Urville

Sur un plan coutumier, le Ratu (chef en fidjien) d'Ovalau était à l'époque de d'Urville, un certain Tui (chef en tongien) Neu (dans la graphie donnée par d'Urville) que le capitaine français dépeint ainsi : "c'est un jeune homme de 25 ans. Ses traits sont agréables, son maintien gracieux et discret, ses manières douces et imposantes. Ses cheveux sont frisés avec un soin infini. Sa laya en forme de gaze blanche arrondie en turban couvre élégamment sa chevelure qui est nouée par derrière." Ce fut ce même Tui Neu qui accompagna d'Urville rencontrer le ratu de Bau Tanoa Visawaqa dont il était l'allié. 
En 1844, il semble que les relations entre les Européens de Levuka et ce Tui Neu se compliquèrent. L'un d'eux l'ayant offensé, ils furent chassés de l'île avant d'être autorisés à s'y réinstaller cinq années plus tard. Levuka subit également pendant de nombreuses années des raids parfois meurtriers des Lovoni, tribu longtemps indépendante du centre de l'île. Malgré tout le village continua de se développer, connaissant une nouvelle vague d'arrivées européennes dans les années 1860 et le boom du coton. C'est ainsi qu'en 1870, la population y fut estimée à 800 personnes, alors qu'un nombre croissant de navires de tous pays y faisaient escale. En 1871, le grand chef de Bau, Seru Epenisa Cakobau tenta sur les conseils des missionnaires de mettre un terme à l'anarchie croissante de Levuka qui était devenue une sorte de lupanar du Pacifique sud. Mais il dut faire face à une véritable révolte réunissant Européens et Fidjiens. 

Le 10 octobre 1874, c'est à Nasova au sud de l'île que fut signé le « Traité de Cession » entre la Couronne britannique, Cakobau, Maʻafu et 11 autres grands chefs fidjiens. Levuka fut choisie pour devenir la capitale de l'archipel c'est là que s'installèrent les premiers gouverneurs. Elle le demeura jusqu'en 1881, date à laquelle celle-ci fut transférée à Suva. Le relief accidenté des alentours de Levuka rendait en effet difficile l'extension de la ville. Peu à peu celle-ci déclina, les commerces devenus peu florissants suivant à Suva l'administration coloniale. La ville et l'île sombrèrent peu à peu dans une douce torpeur tropicale. En 1964, une firme japonaise de pêche au thon y installa une usine de congélation, ce qui permit à Levuka de conserver son statut de port d'entrée des navires étrangers aux îles Fidji.